# Wanda (película)
Wanda es una película estadounidense producida en 1970 por la directora Barbara Loden.
La película se inspira en una combinación de la experiencia de vida de la directora con un artículo de prensa acerca de una mujer que participa en un asalto a un banco.

## Premios
- Festival Internacional de Cine de Venecia de 1970: Mejor Película Extranjera.